# Kongōjō-ji

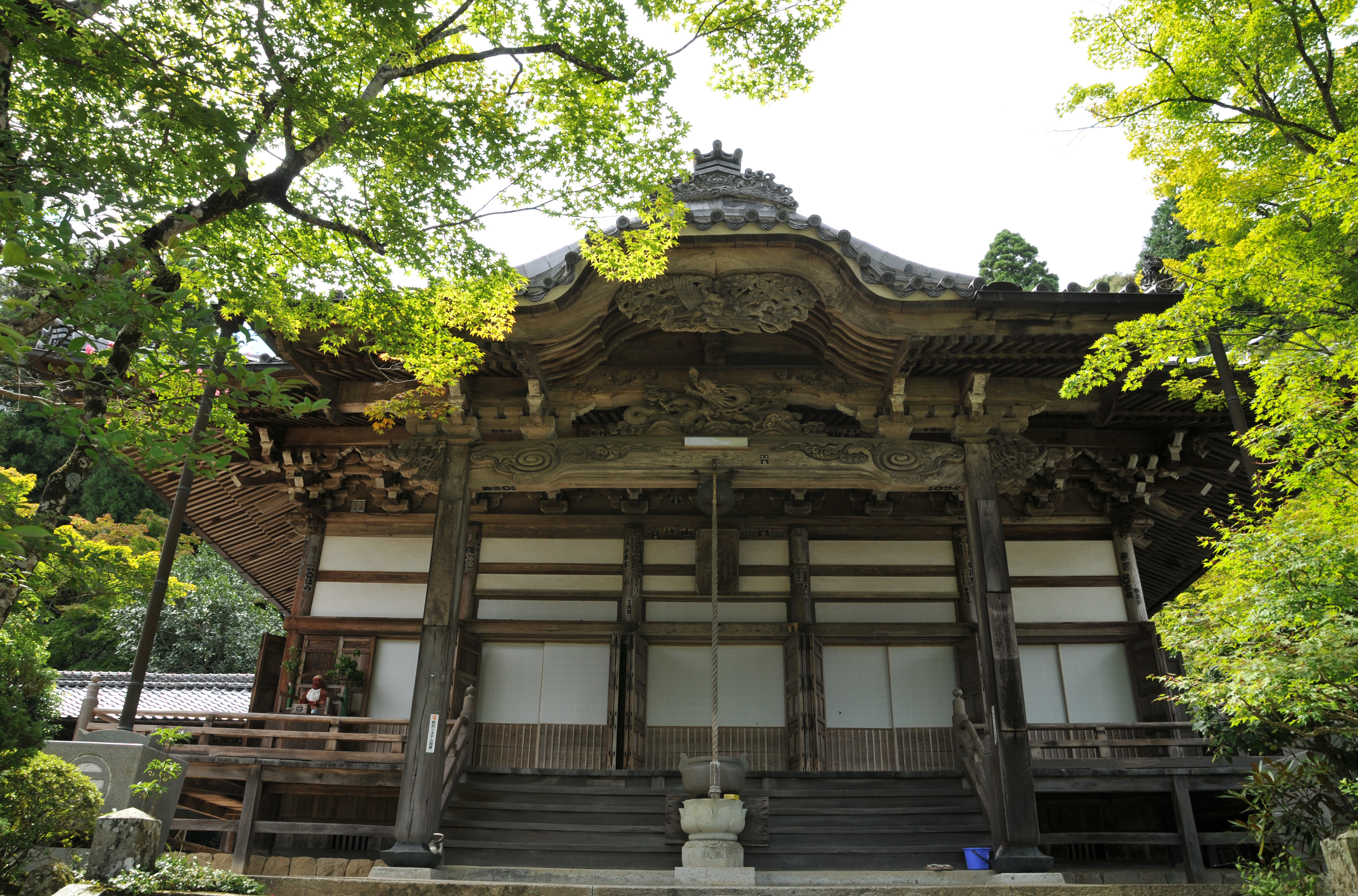
Haupthalle

Der Kongōjō-ji (japanisch 金剛城寺) mit dem Bergnamen Nagusa-san (七種山) ist ein Tempel des Kōyasan-Zweiges (高野山派) der Shingon-Richtung des Buddhismus in Fukusaki (福崎町) im Landkreis Kanzaki (神崎郡) in der Präfektur Hyōgo. Er liegt am Westrand des Nakusa-Flusses (七種川) und ist der traditionellen Zählung der 30. Tempel des Neuen Saigoku-Pilgerwegs.

## Geschichte

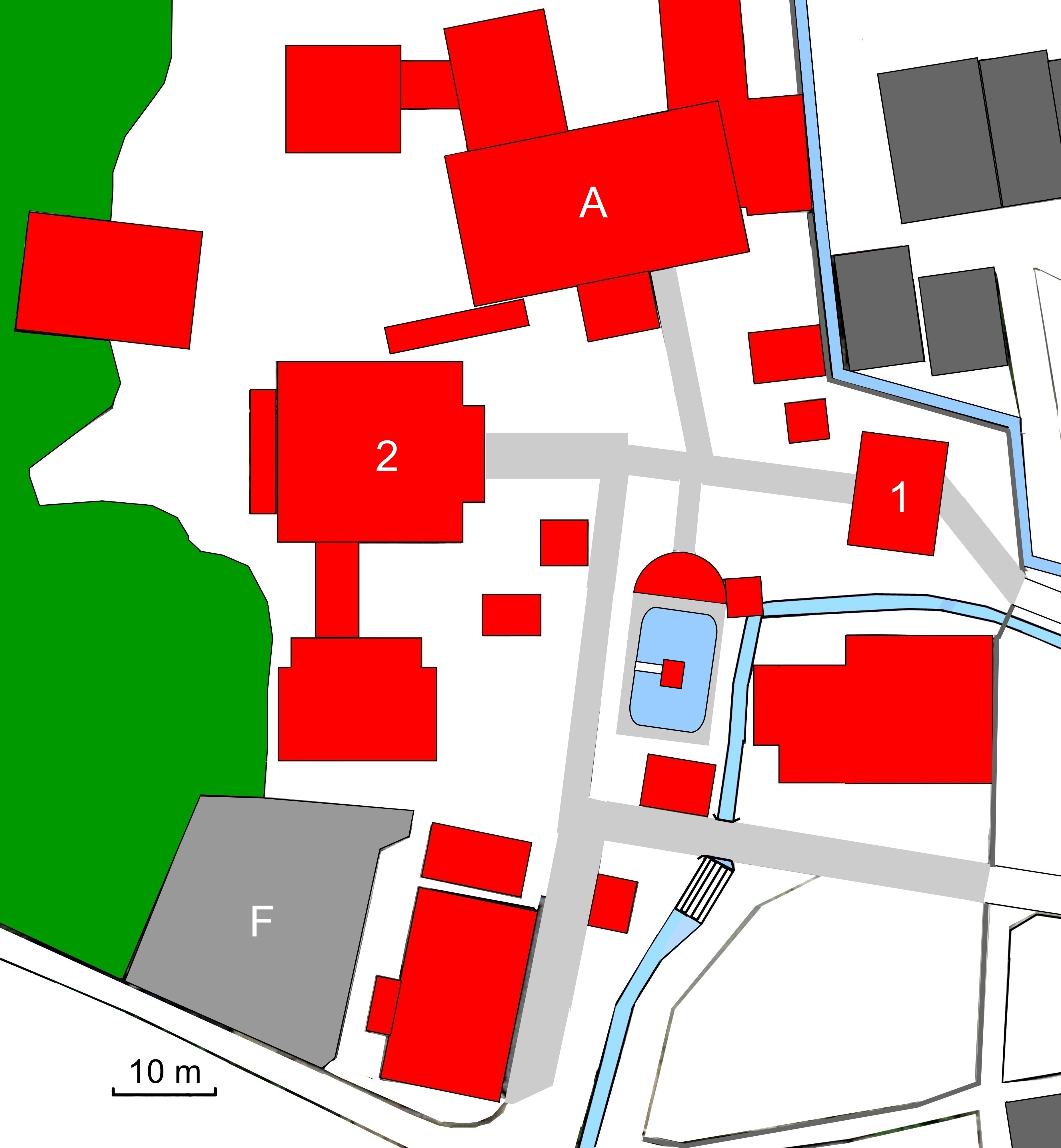
Plan des Tempels (s. Text)

Der Überlieferung nach kam Prinz Shotoku zur Zeit der Kaiserin Suiko in diese Gegend. Da dies eine Gegend heiliger Felsen (霊巌; Reigan) war, ließ er von Priester Ekan (慧灌法師) einen Tempel errichten, an dem für das Wohlergehen des Staates und seiner Bürger gebeten werden konnte. Ekan, der aus Korea stammte, ist der Begründer der Drei-Theorien-Richtung des Buddhismus in Japan. Er lud Priester Hōdō (法道仙人) ein, der den Tempel eröffnete. Später besuchte Priester Kukai den Tempel und übermittelte die Goma-Zeremonie (護摩) des esoterischen Buddhismus.
Der Kongōjō-ji litt wiederholt unter Bränden, wobei glücklicherweise die Hauptkultfigur, eine Kannon, jeweils gerettet werden konnte. Die einst vollständig ausgebaute Tempelanlage (七堂伽藍, Shichidō garan) wurde schließlich zu Beginn der Meiji-Zeit von der Berghöhe weiter nach unten verlegt. Der Tempel wurde bei der Gelegenheit in Sakumon-ji (作門寺) umbenannt, aber 1928 erhielt er wieder seinen ursprünglichen Namen.

## Anlage
Man durchquert das Tempeltor (山門, Sanmon; 1 im Plan), das hier als Turmtor mit den Figuren der beiden Tempelwächter (仁王, Niō) rechts und links vom Durchgang aus geführt ist. Das Tor wurde 1932 errichtet, die Tempelwächter stammen aus dem alten Tor. Voraus hat man dann die Haupthalle (本堂, Hondō; 2) aus dem Jahr 1912 vor sich. Zu den weiteren Gebäuden gehört der Glockenturm (鐘楼, Shōrō; 3) und die Amida-Halle (阿弥陀堂, Amidadō; 4).
Im Norden befindet sich das Abt- und Mönchsquartier (A), im Süden der Friedhof (F).
In den Bergen finden sich noch Spuren des alten Tempels.

## Bilder

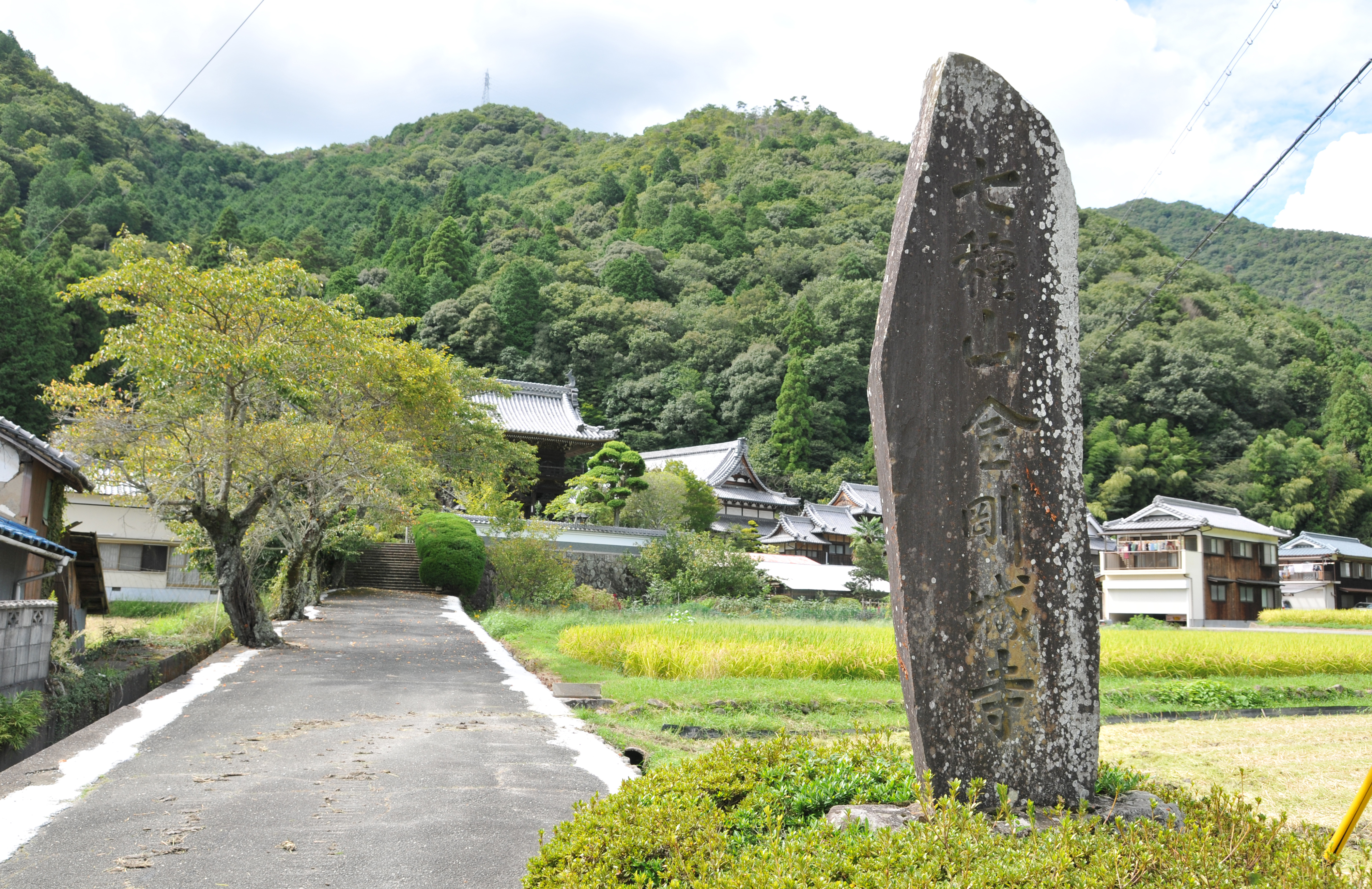
Gesamtansicht
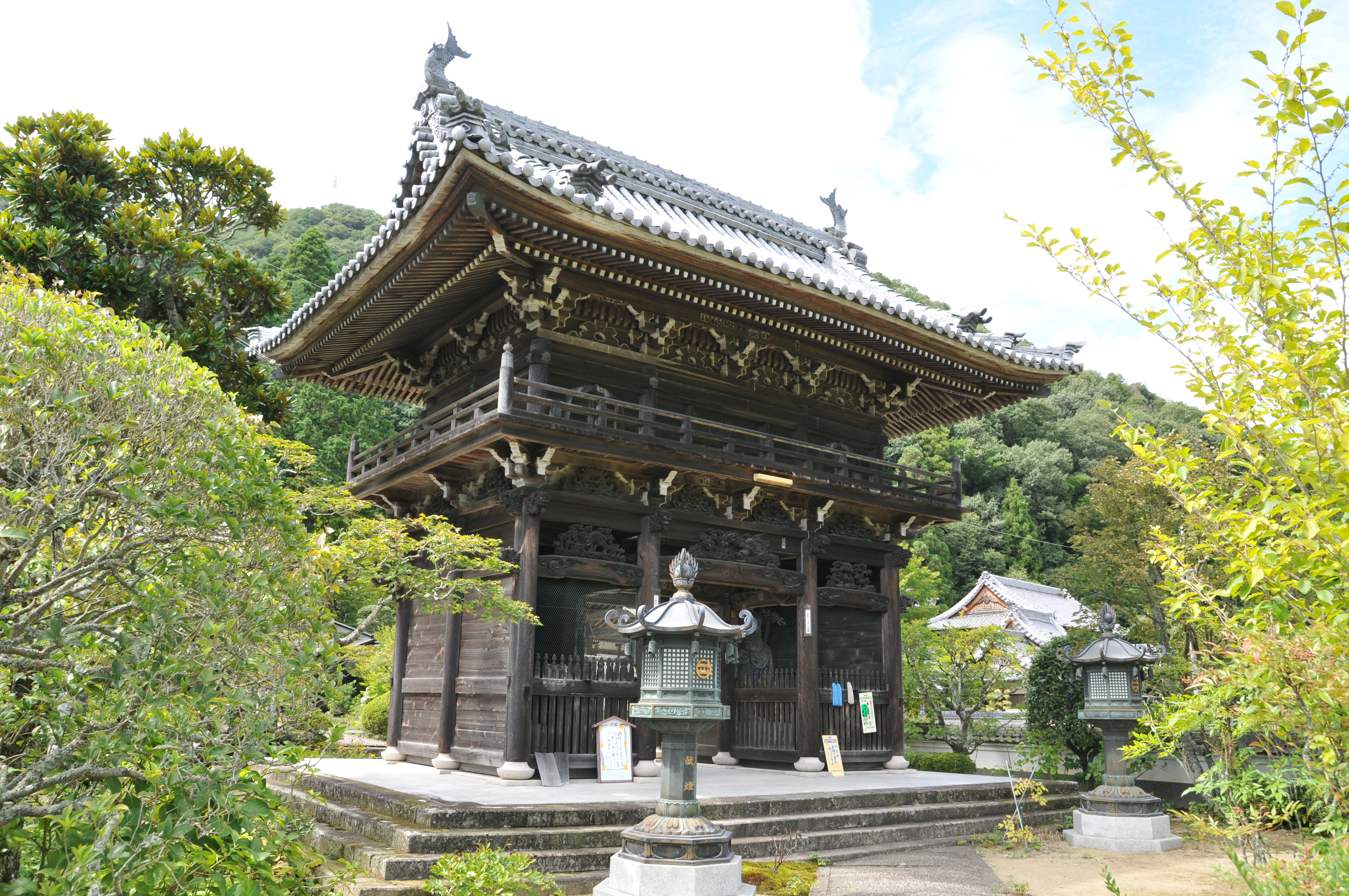
Tempeltor
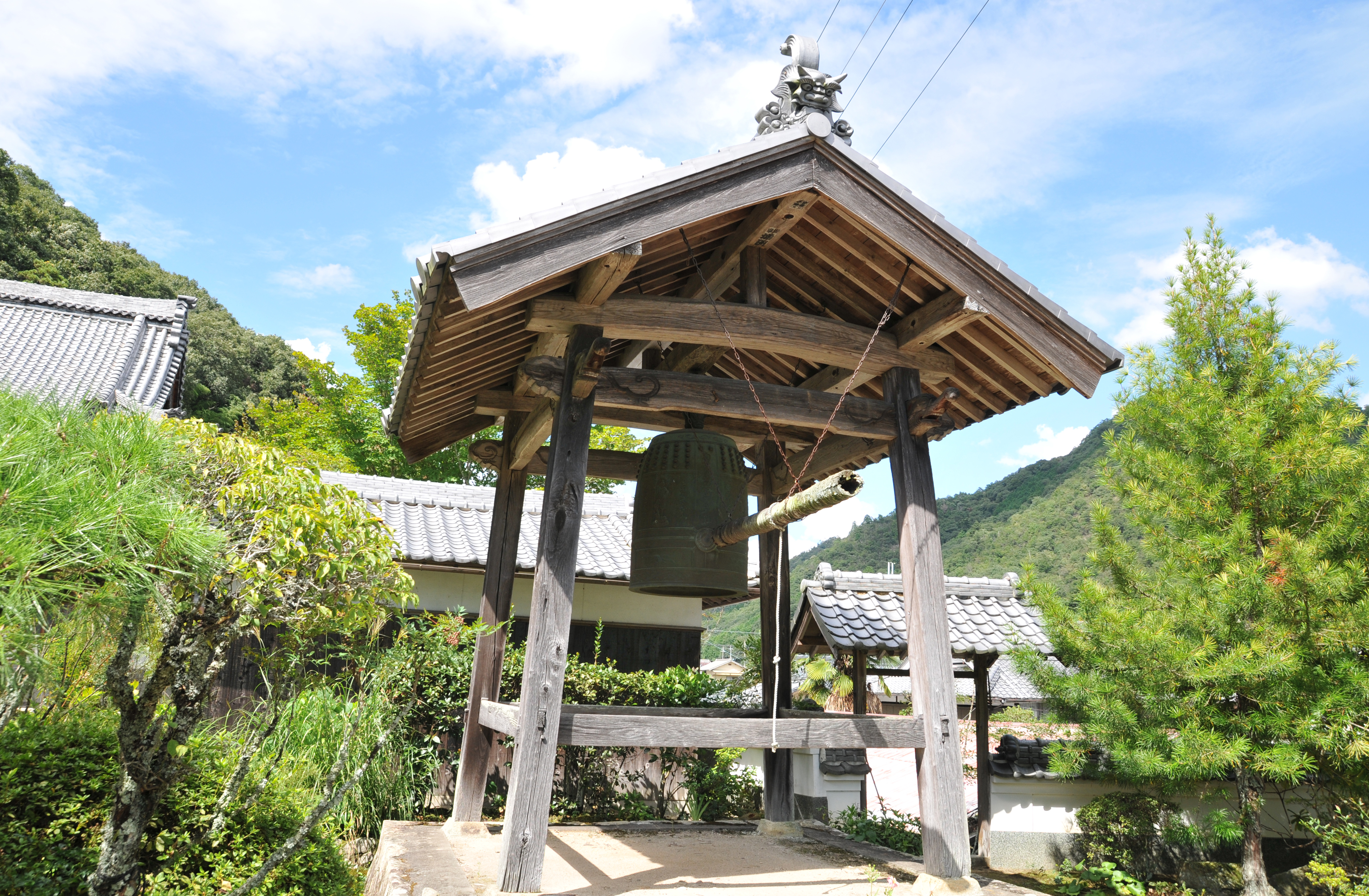
Glockenturm
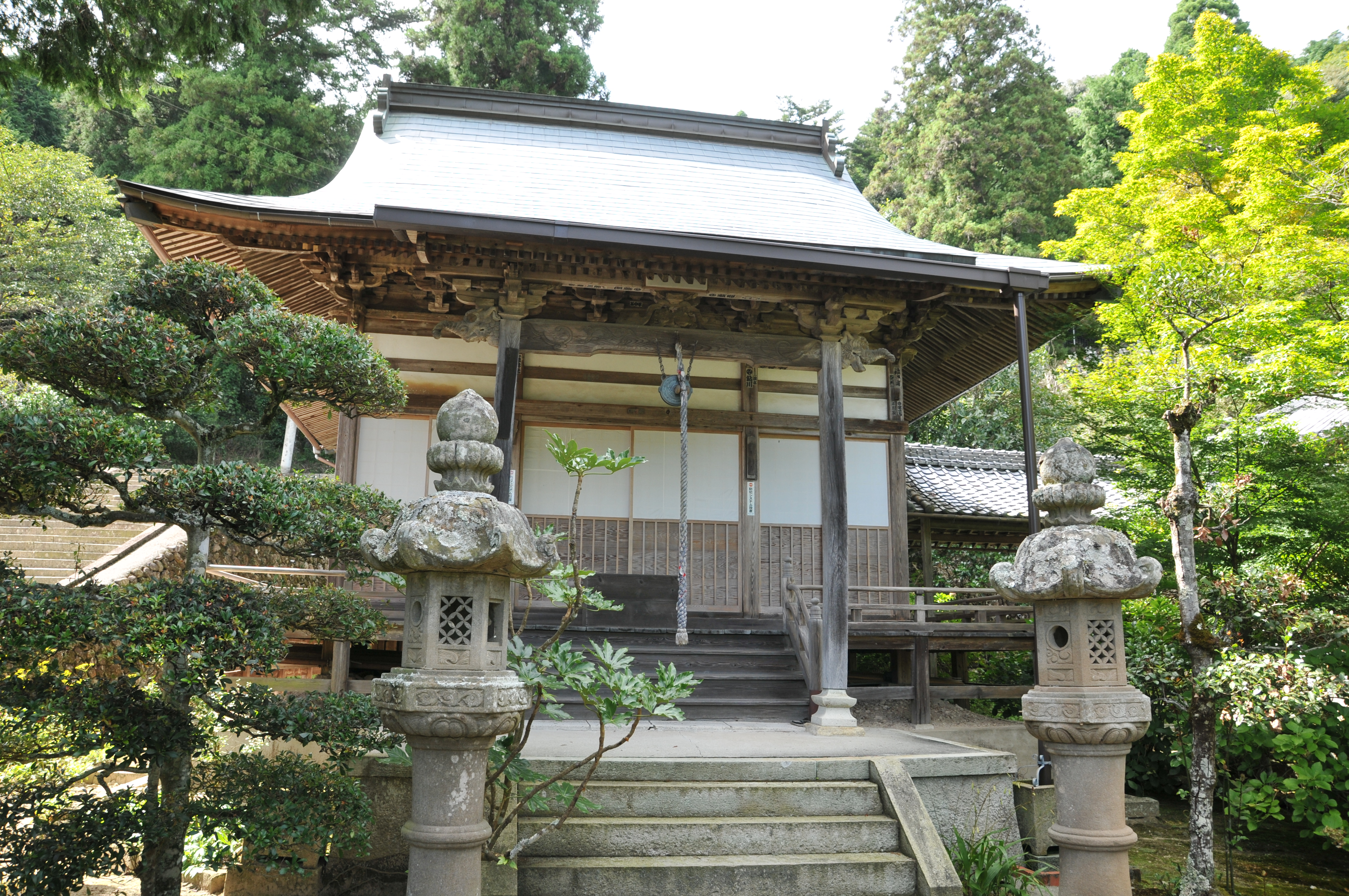
Amida-Halle
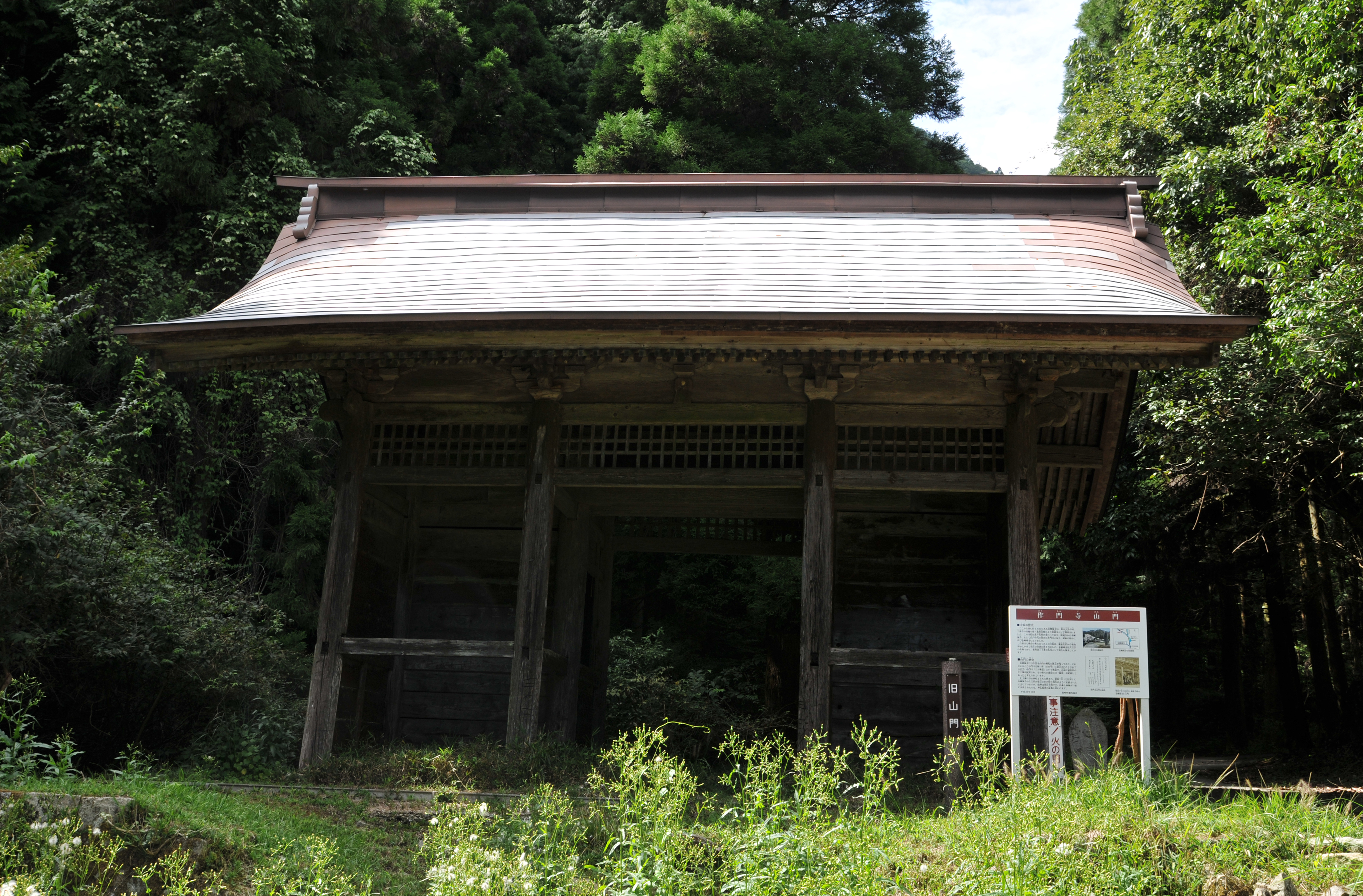
Altes Tempeltor
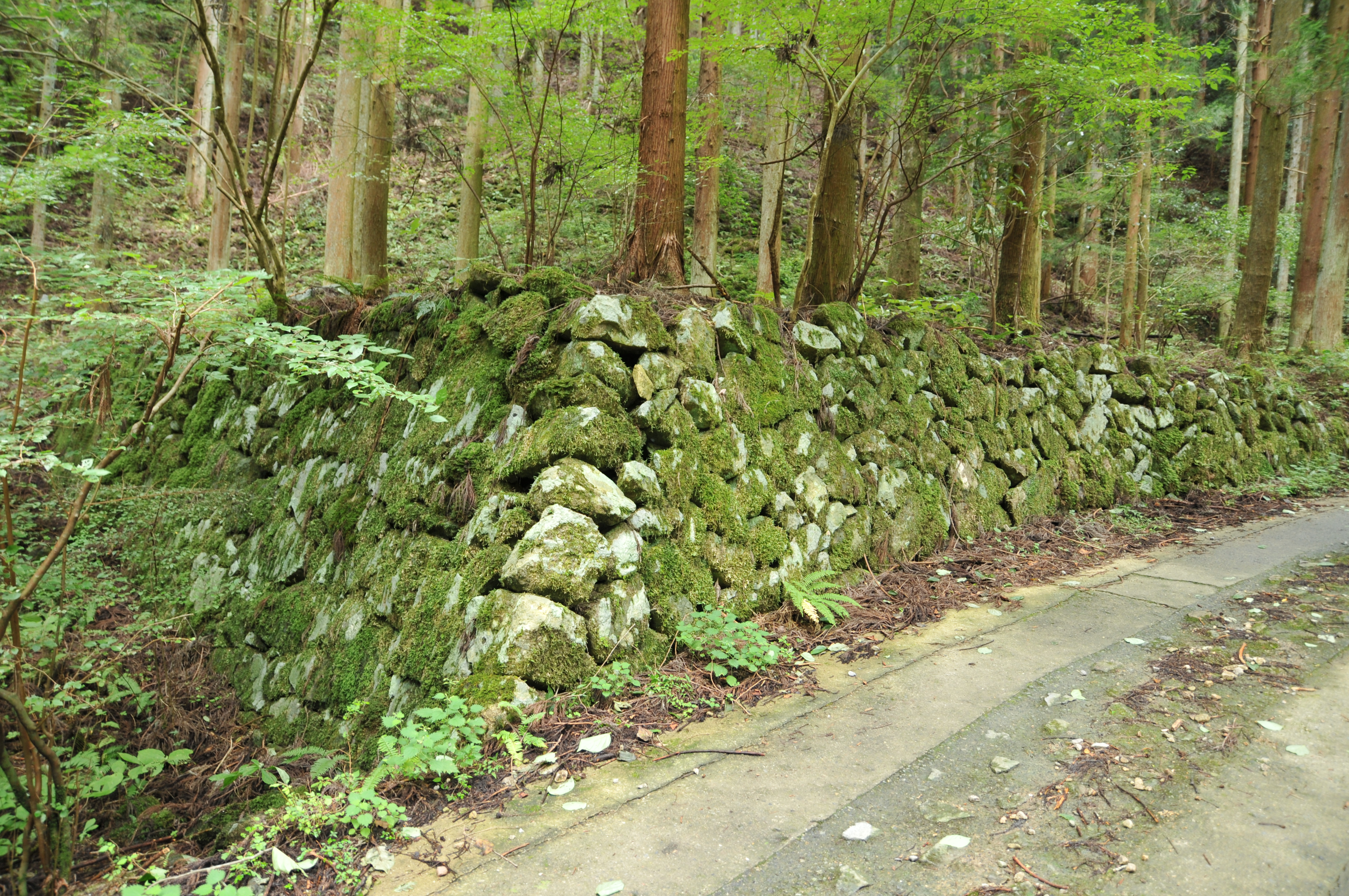
Spuren des alten Tempels